# 亚当·克里科里安
亚当·克里科里安（英語：Adam Krikorian，1974年7月22日—），美国水球运动员、教练。他曾带领美国国家队参加2012年、2016年和2020年夏季奥林匹克运动会女子水球比赛，结果队伍获得三枚金牌。